# Eberhard Teuffel
Eberhard Teuffel (* 13. November 1887 in Stuttgart; † 27. Dezember 1945 in Tiflis) war ein deutscher Reichsgerichtsrat.

## Leben
Der Sohn eines evangelischen Finanzrats in Württemberg studierte Jura in Tübingen, wo er sich 1906 der Akademischen Verbindung Igel zu Tübingen anschloss. Er bestand die erste juristische Staatsprüfung 1911 mit der Note „2 b“, die zweite 1919 mit „2 a“. Am Ersten Weltkrieg nahm er als Hauptmann der Reserve teil. Danach wurde er im August 1919 Gerichtsassessor. 1920 wurde er Amtsrichter am Amtsgericht Urach und 1926 Landrichter am Landgericht Tübingen. Anfang 1929 wurde er als Regierungsrat an das Justizministerium in Stuttgart berufen. Zum Oberlandesgerichtsrat in Stuttgart wurde er am 1. September 1933 befördert. Seit dem 11. Mai 1933 bereits war er als Hilfsarbeiter an das Reichsgericht abgestellt. 1935 wurde er zum Reichsgerichtsrat ernannt.  Er war im I. Strafsenat tätig. 1939 wurde er zum Major, 1941 zum Oberstleutnant und 1942 zum Oberst der Reserve befördert. Er starb 1945 in sowjetischer Kriegsgefangenschaft.

## Mitgliedschaften
- ca. 1923 bis 1928 DVP
- 1. Mai 1933 NSDAP (Mitgliedsnummer 3.225.782).

## Auszeichnungen
- 20. April 1938 Silbernes Treudienst-Ehrenzeichen